# 龙潭站 (广州市)
龙潭站是广州地铁11号线和18号线的换乘车站，位于中国广东省广州市海珠区新滘中路与台涌之间的地底。车站于2021年9月28日随18号线首通段开通而启用，2024年12月28日随11号线开通而成为换乘站。
本站11号线车站與位於附近的赤沙車輛段接軌。

## 车站结构

### 车站楼层
本站共设有三层，其中地面为车站各出入口，周边为新滘中路及龙潭村、海珠湿地公园等建筑；地下一层为站厅；地下二层为11号线站台，以及18号线的设备层；地下三层为18号线站台。
| 地下一层 | 站厅                       | 售票机、客服中心、警务室、商店、安检设施 |  |  |
| 地下二层 | 设备区                     | 车站设备                                 |  |  |
|          | 2 站台                     | █11号线 内环方向（下站：大塘）           |  |  |
|          | 岛式站台（卫生间、母婴室） |                                          |  |  |
|          | 1 站台                     | █11号线 外环方向（下站：赤沙）           |  |  |
|          | 換乘平台                   | 來往 █11号线、█18号线 两線站台           |  |  |
| 地下三层 |                            | █18号线 越行路軌                         |  |  |
|          | 3 站台                     | █18号线 冼村方向（下站：磨碟沙）         |  |  |
|          | 岛式站台（卫生间、母婴室） |                                          |  |  |
|          | 4 站台                     | █18号线 万顷沙方向（下站：沙溪）         |  |  |
|          |                            | █18号线 越行路軌                         |  |  |

### 站厅
龙潭站站厅設有自动售票機及智能客務中心。
为方便行人进出及换乘，11号线站厅北侧及18号线站厅中央部分被划分为收费区，站厅收费区內与各自线路之间均设有多组扶手电梯，楼梯和专用电梯供乘客前往月台层。
2022年9月29日起，广州地铁集团与中共广州市委保密办（广州市保密局）在本站18号线站厅设置“保密普法示范基地”，展出保密普法等宣传内容。

### 站台及换乘
龙潭站11号线和18号线各自设有一个島式站台，11号线月台设于新滘中路地底，18号线月台则设于新滘中路与台涌之间地块的地底。两线站台大致呈一個水平翻转「L」字型，其中11号线在上层，18号线在下层。
换乘方面，兩線站台通過夹层的換乘平台，分别连接11號綫月台东端及18號綫月台南端，供乘客换乘于两线。另外亦可繞經站廳进行换乘。
本站两条线路的月台均设有卫生间和母婴室，其中11号线设置于往大塘方向的一端，18号线设置于往磨碟沙方向的一端。
本站11號線站台东端的兩條正線各自引出一條側線，并作為11號線的出入段線分别接入赤沙車輛段地上及地下层，同时在出入段線路軌之间设有一組交叉渡線。11號線早晚高峰期之后及晚上收車前最後數班外环列車會以本站為終點站，到达本站1號月台后列车便会清客，然後通过出入段線直接返回赤沙車輛段。
本站18號線在设计时作為该線快慢車越行站，月台層設有四條路軌。內側兩條路軌供普通車停靠供乘客上下車使用；外側兩條路軌則專供快車使用，在本站越過普通車，沒有設置任何上下車設施。同時內側和外側路軌之間以牆壁分隔，乘客在月台上並不會看見快車越過本站的情景。另外，18号线月台北端下行线引出的内侧停站路轨另设有一条延伸至上行内侧停站路轨的渡线。
本站随18号线开通时，18号线分获1、2号两个站台编号，直到11号线开通前夕物料更新时，18号线原有的站台编号变更为3、4号，原1、2号的编号让与11号线使用，以符合广州地铁的站台编号规则。

### 出入口
龙潭站目前设有7个出入口供乘客进出。18号线开通本站跟随同步启用时设有B、C、D共3个出入口，11号线开通时新增A、E、F、G共4个出入口。
|                                           |                                                       |      |          |                                                             |
|                                           |                                                       |      |          |                                                             |
| 编号                                      | 设施                                                  | 照片 | 出口指示 | 建议前往的目的地                                            |
| A                                         | 扶手电梯标志                                          |      | 石榴岗路 | 公交：新滘中路（地铁龙潭站）站（西行）                      |
| B                                         | 盲道标志 · 升降机标志 · 无障碍通道标志 · 扶手电梯标志 |      | 新滘中路 | 广州地铁地产珑璟台                                          |
| C                                         | 盲道标志 · 扶手电梯标志                               |      | 石榴岗路 | 广州市海珠区政务服务中心、南医大中西医结合医院              |
| D                                         | 扶手电梯标志                                          |      | 新滘中路 |                                                             |
| E                                         | 扶手电梯标志                                          |      | 新滘中路 |                                                             |
| F                                         | 盲道标志 · 升降机标志 · 无障碍通道标志 · 扶手电梯标志 |      | 新滘中路 | 比亚迪广州聚诚海珠4S店 公交：龙潭村牌坊站（西行）           |
| G                                         | 盲道标志 · 升降机标志 · 无障碍通道标志 · 扶手电梯标志 |      | 新滘中路 | 广州海珠国家湿地公园 公交：新滘中路（地铁龙潭站）站（东行） |
| 註： 設有 \| 設有 \| 設有 \| 設有扶手電梯 |                                                       |      |          |                                                             |

## 接驳交通
龙潭站旁设有新滘中路（地铁龙潭站）、龙潭村牌坊以及台涌等公交车站。
| 公交线路 \| 编号 \| 编号 \| 线路 \| 线路 \| 线路 \| 收费 \| 备注 \| \| ---- \| ---------- \| ---------------------- \| ---- \| -------------------- \| ---- \| --------------------------------- \| \| \| 14 \| 赤沙（广东财经大学） \| ⇆ \| 广卫路 \| 2元 \| \| \| \| 45 \| 小洲 \| ⇆ \| 广州火车东站 \| 2元 \| \| \| \| 250 \| 石榴岗 \| ⇆ \| 中山八路 \| 3元 \| 经宝岗大道、新港西路 \| \| \| 252 \| 天平架 \| ⇆ \| 外环西路（青创汇） \| 3元 \| \| \| \| 264 \| 仑头 \| ⇆ \| 广仁路 \| 2元 \| \| \| \| 270 \| 大基头（木偶艺术剧院） \| ⇆ \| 土华 \| 2元 \| \| \| \| 761 \| 侨诚花园 \| ⇆ \| 赤沙（广东财经大学） \| 2元 \| \| \| \| 762 \| 海珠客运站 \| ⇆ \| 黄埔古村 \| 2元 \| \| \| \| 764 \| 瀛洲生态公园 \| ⇆ \| 天坤三路 \| 3元 \| \| \| \| 801 \| 大学城（科学中心） \| ⇆ \| 体育中心 \| 3元 \| \| \| \| 夜6 \| 中山八路 \| ⇆ \| 新滘东路（龙潭村） \| 3元 \| 8路附属线路 \| \| \| 夜8 \| 广州火车站（草暖公园） \| ⇆ \| 赤沙（广东财经大学） \| 3元 \| 14路附属线路 \| \| \| 夜33 \| 石榴岗 \| ⇆ \| 中山八路 \| 4元 \| 经江南大道、东晓南路 82路附属线路 \| \| \| 夜56 \| 广卫路 \| ⇆ \| 赤沙（广东财经大学） \| 3元 \| \| \| \| 高峰快线74 \| 珠影（地铁客村站） \| ⇆ \| 螺旋四路东 \| 2元 \| 252路附属线路 \| |            |                        |      |                      |      |                                   |
| 编号 | 编号       | 线路                   | 线路 | 线路                 | 收费 | 备注                              |
| | 14         | 赤沙（广东财经大学）   | ⇆    | 广卫路               | 2元  |                                   |
| | 45         | 小洲                   | ⇆    | 广州火车东站         | 2元  |                                   |
| | 250        | 石榴岗                 | ⇆    | 中山八路             | 3元  | 经宝岗大道、新港西路              |
| | 252        | 天平架                 | ⇆    | 外环西路（青创汇）   | 3元  |                                   |
| | 264        | 仑头                   | ⇆    | 广仁路               | 2元  |                                   |
| | 270        | 大基头（木偶艺术剧院） | ⇆    | 土华                 | 2元  |                                   |
| | 761        | 侨诚花园               | ⇆    | 赤沙（广东财经大学） | 2元  |                                   |
| | 762        | 海珠客运站             | ⇆    | 黄埔古村             | 2元  |                                   |
| | 764        | 瀛洲生态公园           | ⇆    | 天坤三路             | 3元  |                                   |
| | 801        | 大学城（科学中心）     | ⇆    | 体育中心             | 3元  |                                   |
| | 夜6        | 中山八路               | ⇆    | 新滘东路（龙潭村）   | 3元  | 8路附属线路                       |
| | 夜8        | 广州火车站（草暖公园） | ⇆    | 赤沙（广东财经大学） | 3元  | 14路附属线路                      |
| | 夜33       | 石榴岗                 | ⇆    | 中山八路             | 4元  | 经江南大道、东晓南路 82路附属线路 |
| | 夜56       | 广卫路                 | ⇆    | 赤沙（广东财经大学） | 3元  |                                   |
| | 高峰快线74 | 珠影（地铁客村站）     | ⇆    | 螺旋四路东           | 2元  | 252路附属线路                     |

## 历史
本站在2010年規劃中的11號線出现并最终落实设站。不过车站在最初设计中仅作为一般车站进行设计，直到后来18号线规划时设置本站后才以换乘车站进行设计。
11号线环评公示期间，因本站临近海珠湿地公园，加上有两个出入口进入了湿地公园的规划用地范围，引发市民和环保团体的担忧。為保護湿地公园環境，11號線在后续规划中取消在湿地公园门口人行道设置地铁口，但在后续建设设计变更中在既有人行过街天桥旁设置出入口。
本站在规划工程期间称为石榴岗站。2020年6月，廣州市民政局公示本站初定站名為海珠湿地站。2021年2月，本站站名最終定為龙潭站。
2021年9月28日，本站随18号线首通段開通運營而启用。
2022年10-11月疫情期间，本站曾受防控措施影响，于10月30日20时至11月30日下午暂停服务。
而11号线车站部分于2024年7月30日完成“三权”移交，12月28日12时正式启用，使得本站成为换乘车站。